# Tender Forever
Tender Forever es el proyecto de pop electrónico de la artista franco-americana Mélanie Valera. Valera ha sacado 4 álbumes con K Records y actualmente trabaja en proyectos multimedia en Olympia, Washington, donde reside.

## Música
Valera empezó a hacer música en Burdeos, Francia. En su proceso de creación Mélanie Valera utiliza diversos instrumentos como guitarra, bajo, teclados, ordenador, así como instrumentos más improvisados como utensilios de madera o la Wii. Bajo el nombre artístico de Tender Forever, ha actuado en los EE.UU y en Europa junto a bandas como MEN o Rae Spoon, entre otros.

## Trayectoria
Mélani Valera ha trabajado en proyectos multimedia a gran escala, incluyendo colaboraciones con la cineasta Ted Passon, el artista Nick Lally, el productor Christopher Doulgeris, el grupo The Blow y la cantautora Mirah. Más recientemente, ha actuado en el Time-Based Art Festival en Portland, Oregón, el Whitney Museum of American Art de la Ciudad de Nueva York, el Centro Georges Pompidou, La Cité Internationale Universitaire de París, La Gaîté Lyrique en París , en el Festival Primavera Sound de Barcelona y en el Festival In-Presentable de La Casa Encendida de Madrid.
Actualmente está trabajando e impartiendo clases sobre Diseño Gráfico en la Evergreen State College en Olympia, Washington.

## Discografía

### Álbumes
- Tha Soft And The Hardcore (2005, K Records)
- Wider (2007, K Records)
- No Snare (2010, K Records)
- Where Are We From (2011, K Records)